# الجيلالي رغيب
الجيلالي رغيب من مواليد 3 يونيو 1952 هو حكم كرة قدم مغربي سابق.

## روابط خارجية
- "الجيلالي رغيب". worldfootball.net. مؤرشف من الأصل في 2019-12-11. اطلع عليه بتاريخ 2015-4-11.
- "الجيلالي رغيب". blogspot.hu. مؤرشف من الأصل في 2017-03-17. اطلع عليه بتاريخ 2015-4-11.